# Wapen van Lint

Het wapen van Lint

Het wapen van Lint is het heraldisch wapen van de Antwerpse gemeente Lint. Het wapen werd op 12 februari 1968, per koninklijk besluit, verleend. Op 1 maart 1993 kreeg de gemeente, ditmaal per ministerieel besluit, een gewijzigde omschrijving toegekend.

## Blazoeneringen
Vanwege de wijzigingen en herbevestigingen in het wapen heeft Lint twee blazoeneringen voor het wapen.

### Eerste wapen
Het eerste wapen werd op 3 april 1849 in het Frans verleend. De omschrijving luidt als volgt:
Van goud met een kruis van keel, gekantonneerd met vier leliebloemen van azuur - het schild overtopt met een helm van zilver getralied en omboord van goud, gevoerd van keel, met dekkleden van goud en van keel - helmteken: een kruis van zilver over een vederbos met acht pluimen heen, twee van zilver, twee van azuur, twee van sinopel en van goud en twee van goud en van keel.
Het wapen is goud van kleur met daarop een rood kruis. Tussen de armen van het kruis staan blauwe Franse lelies. Op het schild staat een zilveren traliehelm met gouden randen, tralies en "ketting". De voering van de helm, te zien door de tralies, is rood van kleur. De dekkleden op de helm zij rood en goud, naar de meest voorkomende kleuren in het schild. Daarboven staat een zilveren kruis met daarachter een bundel van acht pluimen, twee aan twee, die van onder naar boven de volgende kleuren hebben: zilver, blauw, groen & goud en als laatste goud & rood. Het wapen heeft geen schildhouder(s) of kroon.

### Tweede wapen
Het tweede, huidige, wapen wordt als volgt omschreven:
In goud een kruis van keel, vergezeld van vier lelies van lazuur. Het schild getopt met een helm van zilver, getralied en omboord van goud, gevoerd van keel, met dekkleden van goud en van keel. Helmteken: een latijns kruis van zilver geplaatst voor een bos van acht struisveren van zilver, van lazuur, van sinopel, van goud, van keel, van goud, van lazuur en van zilver.
Het wapen is in zijn geheel gelijk gebleven aan het oude wapen. Het helmteken is nu alleen specifieker omschreven als een Latijns kruis (een kruis met een langere verticale arm en twee kortere horizontale armen) met daarachter nog dezelfde verenpluim, nu omschreven als die van struisvogelveren.

## Geschiedenis
Lint is sinds 1869 zelfstandig van Kontich, waar het de herkomst van de wapens mee deelt.
De Vlaamse Heraldische Raad motiveerde het advies voor het wapen als volgt: Sedert 1651 tot aan het einde van het Oud Regime behoorde de heerlijkheid Kontich aan Francisco Lopeze Franco-y-Feo en diens nazaten. De schepenen van Kontich zegelden in die periode beurtelings met het eerste kwartier en het derde kwartier van het gevierendeelde wapenschild van Francisco Lopez Franco-y-Feo. Werd aan de gemeente Kontich in 1849 het eerste kwartier van het wapen van Franco-y-feo toegekend, dan krijgt Lint, dat eveneens onder de Kontichse heren en schepenbank had geressorteerd, het derde kwartier van het familiewapen Franco-y-Feo toegewezen. Het derde kwartier was gelijk aan het schild van Lint: goud met een rood kruis met tussen de armen vier blauwe Franse lelies.

## Historisch verwante wapens
De volgende wapens zijn op historische gronden verwant aan het wapen van Lint:

Het wapen van Kontich en het eerste kwartier uit het wapen van Franco y Feo